# Roguina tricornis
Roguina tricornis är en insektsart som beskrevs av Young 1986. Roguina tricornis ingår i släktet Roguina och familjen dvärgstritar. Inga underarter finns listade i Catalogue of Life.